# Alexandre Estignard
Alexandre Estignard, né le 27 janvier 1833 à Vuillafans (Doubs) et mort le 16 janvier 1918 à Besançon (Doubs), est un homme politique français.

## Biographie
Alexandre Estignard est originaire du village de Vuillafans dans le Doubs. Les Estignard sont une ancienne famille de notables vuillafanais depuis le Moyen Âge.
Magistrat en 1859, Alexandre Estignard est en poste à Baume-les-Dames, Lons-le-Saunier, Gray et Vesoul. En 1867, il est avocat général à Besançon, puis en 1870 à Limoges. Il passe ensuite conseiller à la cour d'appel de Besançon. 
Il est député du Doubs de 1876 à 1878 et siège à droite, soutenant le gouvernement du 16 mai. Il est réélu en 1877, mais l'élection est invalidée et il perd son siège lors de l'élection partielle en 1878. Son caractère très vif lui valut de nombreux ennemis et plusieurs duels. 
Après son départ de la vie politique, il se consacre à des travaux historiques et littéraires dans sa propriété de Vuillafans.

## Œuvres
- La République et la guerre à Besançon par un patriote comtois, Besançon, J. Jacquin (1872)
- Portraits franc-comtois, Paris, H. Champion, en 3 volumes (1885, 1887 et 1890)
- Xavier Marmier, sa vie et ses œuvres, Paris, H. Champion (1893)
- Jean Gigoux, sa vie, ses œuvres, ses collections, Besançon, Delagrange-Louys (1895)
- Courbet, sa vie et ses œuvres, Besançon, Delagrange-Louys (1896)
- Clésinger, sa vie, ses œuvres, Paris, H. Floury (1900)
- Giacomotti, sa vie, ses œuvres, Besançon, Delagrange (1911)
- Just Becquet, sa vie, ses œuvres, Besançon, Jacques (1911)

## Sources
- « Alexandre Estignard », dans Adolphe Robert et Gaston Cougny, Dictionnaire des parlementaires français, Edgar Bourloton, 1889-1891 [détail de l’édition]
- « Alexandre Estignard », dans le Dictionnaire des parlementaires français (1889-1940), sous la direction de Jean Jolly, PUF, 1960 [détail de l’édition]
- « Château de Vuillafans », dans Wikipedia à partir d'archives familiales, 2018
- « Famille Estignard », dans Généalogie de la maison de Truchis, Vicomte Albéric de Truchis de Varennes, 1906